# Canoë-kayak aux Jeux olympiques d'été de 2024 - C2 500 mètres femmes
Cet article traite de l'épreuve féminine. Pour la compétition masculine, voir Canoë-kayak aux Jeux olympiques d'été de 2024 - C2 500 mètres hommes.
Navigation
Tokyo 2020 Los Angeles 2028
L'épreuve féminine du C2 500 mètres des Jeux olympiques d'été de 2024  se déroule les 6 et 9 août 2024 au stade nautique de Vaires-sur-Marne, à environ 30 km à l'Est de Paris.

## Médaillées
| Or                              | Argent                                         | Bronze                                   |
| Chine - Sun Mengya - Xu Shixiao | Ukraine - Liudmyla Luzan - Anastasiia Rybachok | Canada - Sloan MacKenzie - Katie Vincent |

## Programme
| Date            | Horaire  | Manche           |
| --------------- | -------- | ---------------- |
| Mardi 6 août    | 09 h 30  | Éliminatoires    |
| Mardi 6 août    | à suivre | Quarts de finale |
| Vendredi 9 août | 10 h 30  | Demi-finales     |
| Vendredi 9 août | à suivre | Finales          |

## Résultats détaillés

### Séries
Les 2 premiers sont qualifiés pour les demi-finales (DF), les autres vont en quarts de finale (Q).
| Rang | Céiste                              | Pays      | Temps         | Notes |
| ---- | ----------------------------------- | --------- | ------------- | ----- |
| 1    | Xu Shixiao Sun Mengya               | Chine     | 1 min 54 s 45 | DF    |
| 2    | Liudmyla Luzan Anastasiia Rybachok  | Ukraine   | 1 min 55 s 88 | DF    |
| 3    | Sylwia Szczerbińska Dorota Borowska | Pologne   | 1 min 58 s 42 | Q     |
| 4    | María Mailliard Paula Gómez         | Chili     | 2 min 0 s 28  | Q     |
| 5    | Lisa Jahn Hedi Kliemke              | Allemagne | 2 min 1 s 15  | Q     |
| 6    | Axelle Renard Eugénie Dorange       | France    | 2 min 1 s 68  | Q     |
| 7    | Yarisleidis Cirilo Yinnoly Lopez    | Cuba      | 2 min 3 s 54  | Q     |

| Rang | Céiste                          | Pays       | Temps         | Notes |
| ---- | ------------------------------- | ---------- | ------------- | ----- |
| 1    | Sloan MacKenzie Katie Vincent   | Canada     | 1 min 54 s 16 | DF    |
| 2    | Antía Jácome María Corbera      | Espagne    | 1 min 55 s 63 | DF    |
| 3    | Agnes Kiss Bianka Nagy          | Hongrie    | 1 min 56 s 82 | Q     |
| 4    | Daniela Cociu Maria Olărașu     | Moldavie   | 1 min 58 s 81 | Q     |
| 5    | Mariya Brovkova Rufina Iskakova | Kazakhstan | 2 min 0 s 05  | Q     |
| 6    | Ayomide Bello Beauty Otuedo     | Nigeria    | 2 min 10 s 11 | Q     |

### Quarts de finale
Les 3 premiers se qualifient pour les demi-finales (DF), les autres vont en finale B (FB).
| Rang | Céiste                              | Pays      | Temps         | Notes |
| ---- | ----------------------------------- | --------- | ------------- | ----- |
| 1    | Sylwia Szczerbińska Dorota Borowska | Pologne   | 1 min 55 s 39 | DF    |
| 2    | Daniela Cociu Maria Olărașu         | Moldavie  | 1 min 56 s 22 | DF    |
| 3    | Yarisleidis Cirilo Yinnoly Lopez    | Cuba      | 1 min 56 s 38 | DF    |
| 4    | Lisa Jahn Hedi Kliemke              | Allemagne | 1 min 56 s 56 | FB    |
| 5    | Ayomide Bello Beauty Otuedo         | Nigeria   | 2 min 7 s 86  | FB    |

| Rang | Céiste                          | Pays       | Temps         | Notes |
| ---- | ------------------------------- | ---------- | ------------- | ----- |
| 1    | Agnes Kiss Bianka Nagy          | Hongrie    | 1 min 59 s 89 | DF    |
| 2    | María Mailliard Paula Gómez     | Chili      | 2 min 0 s 82  | DF    |
| 3    | Axelle Renard Eugénie Dorange   | France     | 2 min 0 s 91  | DF    |
| 4    | Mariya Brovkova Rufina Iskakova | Kazakhstan | 2 min 1 s 76  | FB    |

### Demi-finales
Les 4 premiers se qualifient pour la finale A (FA), les autres vont en finale B (FB).
| Rang | Céiste                              | Pays    | Temps         | Notes |
| ---- | ----------------------------------- | ------- | ------------- | ----- |
| 1    | Xu Shixiao Sun Mengya               | Chine   | 1 min 53 s 73 | FA    |
| 2    | Antía Jácome María Corbera          | Espagne | 1 min 56 s 55 | FA    |
| 3    | Yarisleidis Cirilo Yinnoly Lopez    | Cuba    | 1 min 57 s 03 | FA    |
| 4    | Sylwia Szczerbińska Dorota Borowska | Pologne | 1 min 57 s 19 | FA    |
| 5    | María Mailliard Paula Gómez         | Chili   | 1 min 58 s 10 | FB    |

| Rang | Céiste                             | Pays     | Temps         | Notes |
| ---- | ---------------------------------- | -------- | ------------- | ----- |
| 1    | Sloan MacKenzie Katie Vincent      | Canada   | 1 min 55 s 34 | FA    |
| 2    | Agnes Kiss Bianka Nagy             | Hongrie  | 1 min 55 s 51 | FA    |
| 3    | Liudmyla Luzan Anastasiia Rybachok | Ukraine  | 1 min 55 s 62 | FA    |
| 4    | Daniela Cociu Maria Olărașu        | Moldavie | 1 min 56 s 66 | FA    |
| 5    | Axelle Renard Eugénie Dorange      | France   | 1 min 57 s 14 | FB    |

### Finales
| Rang                                | Céiste                              | Pays     | Temps         |
| ----------------------------------- | ----------------------------------- | -------- | ------------- |
| Médaille d'or, Jeux olympiques      | Xu Shixiao Sun Mengya               | Chine    | 1 min 52 s 81 |
| Médaille d'argent, Jeux olympiques  | Liudmyla Luzan Anastasiia Rybachok  | Ukraine  | 1 min 54 s 30 |
| Médaille de bronze, Jeux olympiques | Sloan MacKenzie Katie Vincent       | Canada   | 1 min 54 s 36 |
| 4                                   | Agnes Kiss Bianka Nagy              | Hongrie  | 1 min 54 s 90 |
| 5                                   | Sylwia Szczerbińska Dorota Borowska | Pologne  | 1 min 55 s 75 |
| 6                                   | Antía Jácome María Corbera          | Espagne  | 1 min 56 s 65 |
| 7                                   | Daniela Cociu Maria Olărașu         | Moldavie | 1 min 56 s 96 |
| 8                                   | Yarisleidis Cirilo Yinnoly Lopez    | Cuba     | 2 min 1 s 77  |

| Rang | Céiste                          | Pays       | Temps         |
| ---- | ------------------------------- | ---------- | ------------- |
| 9    | Lisa Jahn Hedi Kliemke          | Allemagne  | 1 min 56 s 48 |
| 10   | Axelle Renard Eugénie Dorange   | France     | 1 min 57 s 02 |
| 11   | Mariya Brovkova Rufina Iskakova | Kazakhstan | 1 min 57 s 38 |
| 12   | María Mailliard Paula Gómez     | Chili      | 2 min 5 s 02  |
| 13   | Ayomide Bello Beauty Otuedo     | Nigeria    | 2 min 15 s 20 |